# Patricija Ionel
Patricija Ionel, geb. Belousova (polnisch Patrycja Biełousowa; * 3. Februar 1995 in Vilnius, Litauen) ist eine litauische Turniertänzerin, Schönheitskönigin und Model polnischer Herkunft.

## Leben
Ionel besuchte im litauischen Vilnius eine polnische Auslandsschule, das Johannes-Paul-II.-Progymnasium. 2009, mit 14 Jahren, pendelte sie für das Tanztraining nach Kaunas. 2013 ging sie für das Training nach Moskau. 2014 – sie studierte Choreografie an der Litauischen Sportuniversität in Kaunas, was sie mit dem Bachelor abschloss – wurde sie Zweite bei der Wahl der Miss Litauen. Als Miss Universe Litauen nahm sie daraufhin Anfang 2015 an der Miss-Universe-Wahl in den USA teil, bei der sie unter 88 Teilnehmerinnen nicht ins Halbfinale der letzten 15 gelangte. Das gleiche Ergebnis erzielte sie unter 69 Teilnehmerinnen 2017 bei der Miss-International-Wahl in Japan, nachdem sie 2017 Miss International Litauen wurde.
2019 zog sie nach Deutschland; im selben Jahr wurde Alexandru Ionel ihr Tanzpartner. Beide weisen mehrere Meistertitel auf. Das Paar startete für den Bielefelder TC Metropol, war Mitglied des Bundeskaders des Deutschen Tanzsportverbandes und erreichte das Finale einiger Weltmeisterschaften. Im Juni 2021 erfolgte der Wechsel zu den Professionals im Deutschen Tanzsportverband. Im Oktober 2023 beendeten sie ihre Karriere als Profitänzerin.
Auch ihr Bruder Edvinas Belousovas (Edvin Belousov), der von 2019 bis 2021 die ersten drei Staffeln des litauischen Let’s Dance-Pendants Šok su žvaigžde ‚Tanz' mit einem Star‘ auf LRT bestritt, ist professioneller Tänzer.
In der April-Ausgabe 2023 war Ionel Playboy-Model (fotografiert von Ana Dias).

## Privates
Patricija und Alexandru Ionel heirateten im Januar 2022. Sie leben mit ihrem im gleichen Monat geborenen Sohn und den im September 2024 geborenen gemischtgeschlechtlichen Zwillingen in Hamburg-Winterhude.

## Let’s Dance
2021 nahm Ionel erstmals an der RTL-Tanzshow Let’s Dance teil. Mit ihrem Promi-Tanzpartner, dem Boxer Simon Zachenhuber, erreichte sie das Halbfinale. 2022 wurde sie Hardy Krüger Jr. zugeteilt, der nach zweimaligem Ausfall aufgrund einer Corona-Infektion ohne mit ihr zu tanzen ausschied. Sie tanzte dafür als Krankheitsvertretung mit Timur Ülker und Mathias Mester. Im Jahr darauf gelangte sie mit dem ehemaligen Turner Philipp Boy auf Platz 3. 2024 schied sie bereits in Show 2 mit Tillman Schulz aus, ein Jahr danach tanzte sie mit Paralympics-Sieger Taliso Engel auf Platz 2.
| Staffel (Jahr) | Partner           | Platzierung |
| -------------- | ----------------- | ----------- |
| 14 (2021)      | Simon Zachenhuber | 04.         |
| 15 (2022)      | Hardy Krüger Jr.  | 14.         |
| 16 (2023)      | Philipp Boy       | 03.         |
| 17 (2024)      | Tillman Schulz    | 13.         |
| 18 (2025)      | Taliso Engel      | 02.         |

## Erfolge (Auswahl)
- 2010–2014: Litauische Vizemeisterin Standard
- 2013: 1. Platz German Open Championship (GOC) in Adult A Standard
- 2015: Russische Meisterin Showdance
- 2021: 2. Platz Weltmeisterschaft Showdance Professionals Standard[14]
- 2022: 1. Platz Weltmeisterschaft Showdance Professionals Standard[15]
- 2023: 2. Platz Weltmeisterschaft Showdance Professionals Standard[8]